# Hiroaki Satō
Hiroaki Satō (jap. 佐藤 弘明, Satō Hiroaki; * 5. Februar 1932; † 1. Januar 1988) war ein japanischer Fußballspieler.

## Nationalmannschaft
1955 debütierte Satō für die japanische Fußballnationalmannschaft. Satō bestritt 15 Länderspiele. Mit der japanischen Nationalmannschaft qualifizierte er sich für die Olympischen Spiele 1956.

## Errungene Titel
- Kaiserpokal: 1953, 1955, 1958, 1959